# Irtenberg
Irtenberg ist ein Gemeindeteil der Gemeinde Kist im unterfränkischen Landkreis Würzburg in Bayern.

## Lage
Die Einöde liegt dreieinhalb Kilometer südwestlich des Ortskerns von Kist, beidseits der Staatsstraße 578 in der Gemarkung Irtenberger Wald. Der weniger als sieben Hektar Fläche umfassende Gemeindeteil der Gemeinde Kist ist umgeben von gemeindefreiem Gebiet.

## Geschichte
Durch die Lage an der historischen Verbindung zwischen Baden und Bayern befand sich bis zum Jahr 1836 in Irtenberg ein Zollamt.

### Einwohnerentwicklung
- 1830: 0 18 Einwohner, 2 Wohngebäude[5]
- 1871: 00 6 Einwohner[6]
- 1885: 00 4 Einwohner, 1 Wohngebäude[7]
- 1900: 00 9 Einwohner, 1 Wohngebäude[8]
- 1925: 0 12 Einwohner, 1 Wohngebäude[9]
- 1950: 00 4 Einwohner, 1 Wohngebäude[10]
- 1961: 00 8 Einwohner, 2 Wohngebäude[11]
- 1970: 00 8 Einwohner[12]
- 1987: 00 2 Einwohner, 2 Wohngebäude[1]

## Baudenkmale
Das ehemalige Forsthaus Irtenberg stammt aus der ersten Hälfte des 18. Jahrhunderts. Es ist ein zweigeschossiger, verputzter Walmdachbau mit geohrten Fensterrahmungen.

## Religion
Der Ort gehört zur katholischen Pfarrei Kist und zur evangelisch-lutherischen Kirchengemeinde Oberaltertheim.

## Umwelt
Irtenberg liegt umgeben vom Fauna-Flora-Habitat-Gebiet "Irtenberger und Guttenberger Wald".